# بيلور كريشناماشار سونداراراجا إينغار
بيلور كريشناماشار سونداراراجا إينغار الهندي هو مؤسس مدرسة إينغار المعروفة لليوغا، والتي لها آلاف الأتباع في الهند وخارجها، وكان يمارس اليوغا يوميا حتى بعد بلوغه التسعين.
ولد بيلور كريشناماشار سونداراراجا إينغار في 14 ديسمبر 1918 وتوفي في 20 أغسطس 2014 (95 سنة)

، وهو المعروف باسم BKS Iyengar، ويعتبر بيلور من مؤسسي اسلوب اليوغا المعروفة باسم «انيغار اليوغا». ألف بيلور العديد من الكتب حول ممارسة اليوغا.

## حياته
ينتمي بيلور إلى أسرة فقيرة اسمها لانكا ينجار في مدينة بيلاور، الواقعة في منطقة كولار الهندية. ويعتبر بيلورأخ لـ 12 طفلاً، 10 منهم ما زالو على قيد الحياة حتى الآن.
والده كان يعمل في التدريس، بينما والدته كانت تعمل ربة بيت.
وعانى بيلور من وباء الإنفلونزا منذ ولادته. ولازمته طوال طفولته، وقال أنه كافح مرض الملاريا والسل وحمى التيفوئيد، وسوء التغذية العامة. كما أن ذراعيه كانتا رقيقتان، وكانت ساقيه ضعيفتان، ويعاني من جحوظ المعدة.
عندما كان في الخامسة من عمره انتقلت عائلته إلى بنغالور، وخلال أربع سنوات توفي والده من التهاب الزائدة الدودية.

### تعلم اليوغا
في عام 1934، طلب شقيقه الذي يعمل في القانون، حيث كان وقتها يبلغ من العمر 15 عاما أن يأتي إلى ميسور، وذلك لتحسين حالته الصحية من خلال ممارسة اليوغا.
وهناك، بيلور تعلم ممارسة أسانا، التي أدت إلى تحسين حالته الصحية. وتعتبر علاقته مع شقيقه الذي يعمل في القانون نقطة تحول في حياته، حيث دربه لمدة 15 يوما كانت كفيلة بان تؤهل بيلور.
يعتبر بيلور من ضمن 100 شخصية الأكثر مؤثرة في العالم، حسب تصنيف مجلة تايم، كما أنه تم منحه العديد من الجوائز العالمية منها جائزة فيبهوشان عام 2002.
وأسس إينغار، وهو حائز على جائزة «بادما فيبهوشان» وهي تعتبر أعلى تكريم مدني في الهند، مدرسة لليوغا لها الآلاف من الأتباع في الهند والخارج. وتركز يوغا إينغار على مزيج من القدرة على التحمل البدني والمرونة والصحة العقلية. ومن أشهر كتبه كتاب «اليوغا في دائرة الضوء»، والذي لا يزال من الكتب الأكثر مبيعا في العالم.
وكتب إينغار نحو عشرة كتب أخرى حول البراناياما - وهي التنفس وتقنيات التأمل المستخدمة في اليوغا- وحول الفلسفة وراء الرياضة الهندية القديمة. ومن بين أشهر تلاميذ إينغار، عازف الفيولينا ييهودي مينوهين، الذي رتب لإينغار التدريس في لندن وسويسرا وباريس بينما كان شابا. واعتزل إينغار نشاط
التدريس في عام 1984، ولكنه واصل عقد جلسات خاصة للتدريب على اليوغا. وقال في مقابلة بينما كان عمره 90 عاما إنه لا يزال يمارس اليوغا لثلاث ساعات يوميا. وهناك، بيلور تعلم ممارسة «أسانا»، التي أدت إلى تحسن حالته الصحية.
وتضم قائمة من تتلمذوا على يديه عازف الكمان يهودي مينوهين، والروائي ألدوس هيكسلي، والكثير من تيجان الممالك الأوروبية، بالإضافة إلى صفوة «الصفوة من المجتمع الهندي»، كما أن من بين مريديه نجوم هوليوود من أمثال النجم مايكل ريتشاردز، بطل المسلسل الكوميدي الشهير «ساينفيلد»، وكذلك الممثلة آنيت بينينغ.
وتعمل مدارس إينغار لليوجا في أكثر من 250 مدينة حول العالم، ويتضمن سجله 5 ملايين تلميذ ومريد في شتى بقاع الأرض، و15 ألف محاضرة وعرض حي، بل وحتى تسمية أحد النجوم على اسمه، وكل هذا يفسر لماذا احتفل بعيد ميلاده رقم 94 وسط موجة هائلة من التصفيق الجماعي داخل مقر
إقامته في مدينة بوني عاصمة ولاية ماهاراشترا غرب الهند.

## وصلات خارجية
- بيلور كريشناماشار سونداراراجا إينغار على موقع IMDb (الإنجليزية)
- بيلور كريشناماشار سونداراراجا إينغار على موقع الموسوعة البريطانية (الإنجليزية)
- BKS Iyengar